# Žolt Der
Žolt Der (en hongrois Dér Zsolt) est un coureur cycliste hongrois, auparavant serbe, né le 25 mars 1983 à Subotica (Yougoslavie). Il court pour la Hongrie depuis début 2013.

## Palmarès
- 2001
  - 2e du championnat de Yougoslavie sur route juniors
- 2004
  - 3e du championnat de Serbie-et-Monténégro sur route
- 2005
  -  Champion de Serbie-et-Monténégro sur route
  -  Médaillé de bronze du championnat des Balkans du contre-la-montre espoirs
- 2006
  -  Champion de Serbie-et-Monténégro sur route
  - 4e étape du Tour de Serbie
  - 2e du championnat de Serbie-et-Monténégro sur route
  -  Médaillé d'argent du championnat des Balkans sur route
- 2007
  -  Champion de Serbie sur route
  - Banja Luka-Belgrade II
  - 5e et 7e étapes du  Tour de Turquie
  - 2e étape du Tour de Serbie
  - Grand Prix Betonexpressz 2000
  - 2e du championnat de Serbie du contre-la-montre
- 2008
  - 3e étape du Tour de Chalcidique
  - 5e étape du Tour de Serbie
  - 2e du championnat de Serbie du contre-la-montre
- 2009
  -  Champion de Serbie du contre-la-montre
  - Classement général du Grand Prix cycliste de Gemenc
  - 2e du Tour de Serbie
- 2010
  -  Champion de Serbie sur route
  - Mayor Cup
  - 3e étape du Tour de Bolivie
- 2011
  -  Champion de Serbie sur route
  -  Champion de Serbie du contre-la-montre
  - 2eb étape du Tour de Grèce
  - Tour of Vojvodina II
- 2013
  - 2e du championnat de Hongrie sur route
  - 2e du championnat de Hongrie du contre-la-montre
- 2015
  - 2e du championnat de Hongrie sur route
- 2016
  - 2e du championnat de Hongrie du contre-la-montre
  - 3e du championnat de Hongrie sur route
- 2017
  - 2e du championnat de Hongrie sur route
  - 3e du championnat de Hongrie du contre-la-montre

## Classements mondiaux
| Année            | 2005 | 2006 | 2007 | 2008 | 2009 | 2010 | 2011 | 2012 | 2013 | 2014 |
| ---------------- | ---- | ---- | ---- | ---- | ---- | ---- | ---- | ---- | ---- | ---- |
| UCI Africa Tour  |      |      |      |      |      |      |      |      |      | 180e |
| UCI America Tour |      |      |      | 387e |      |      | 235e |      |      |      |
| UCI Europe Tour  | 940e | 968e | 68e  | 321e | 114e | 158e | 140e | 311e | 134e | 668e |